# Gérard Rabaey
Gérard Rabaey, né en 1948 à Caen, est un restaurateur suisse.

## Biographie
À son arrivée en Suisse à Charrat, il reprend le restaurant "Mon Moulin" puis, en 1978 il devient avec sa femme patron de "l'Auberge de Veytaux".
En 1980, le couple achète et transforme un hôtel délabré à Brent en restaurant haut de gamme appelé Le Pont de Brent. Il reçoit des mains de Jacques Chirac la médaille de la ville de Paris en 1989, puis participe en 1990 au Salon Gastronomia à Lausanne à côté de Fredy Girardet. En 1998, il obtient sa 3e étoile au Guide Michelin et, en 2004, est nommé pour la seconde fois (après 1989) "Cuisinier de l'année" par Gault-Millau.
La même année, il publie son premier livre "Le Pont des délices" et participe à l'émission culinaire "L'école des chefs" sur la Télévision suisse romande.
Le 23 mars 2010, il annonce que lui et son épouse cesseront leur activité à la fin de l’année 2010 après plus de 30 ans d'exploitation. Le 3 janvier 2011, il passe la main à son second, Stéphane Décotterd et son épouse, avec qui il collabora depuis plus de 10 ans.

## Récompenses
- 3 étoiles au Guide Michelin depuis 1998
- 19/20 au Gault-Millau
- 5 fleurs rouges "La Suisse Gourmande"
- Relais & Châteaux "Relais Gourmand"
- Les Grandes tables du monde
- "Traditions et Qualité"
- Les grandes tables de Suisse
- Cuisinier de l'année Gault-Millau 1989, 2004